# Histoire de Kyoto

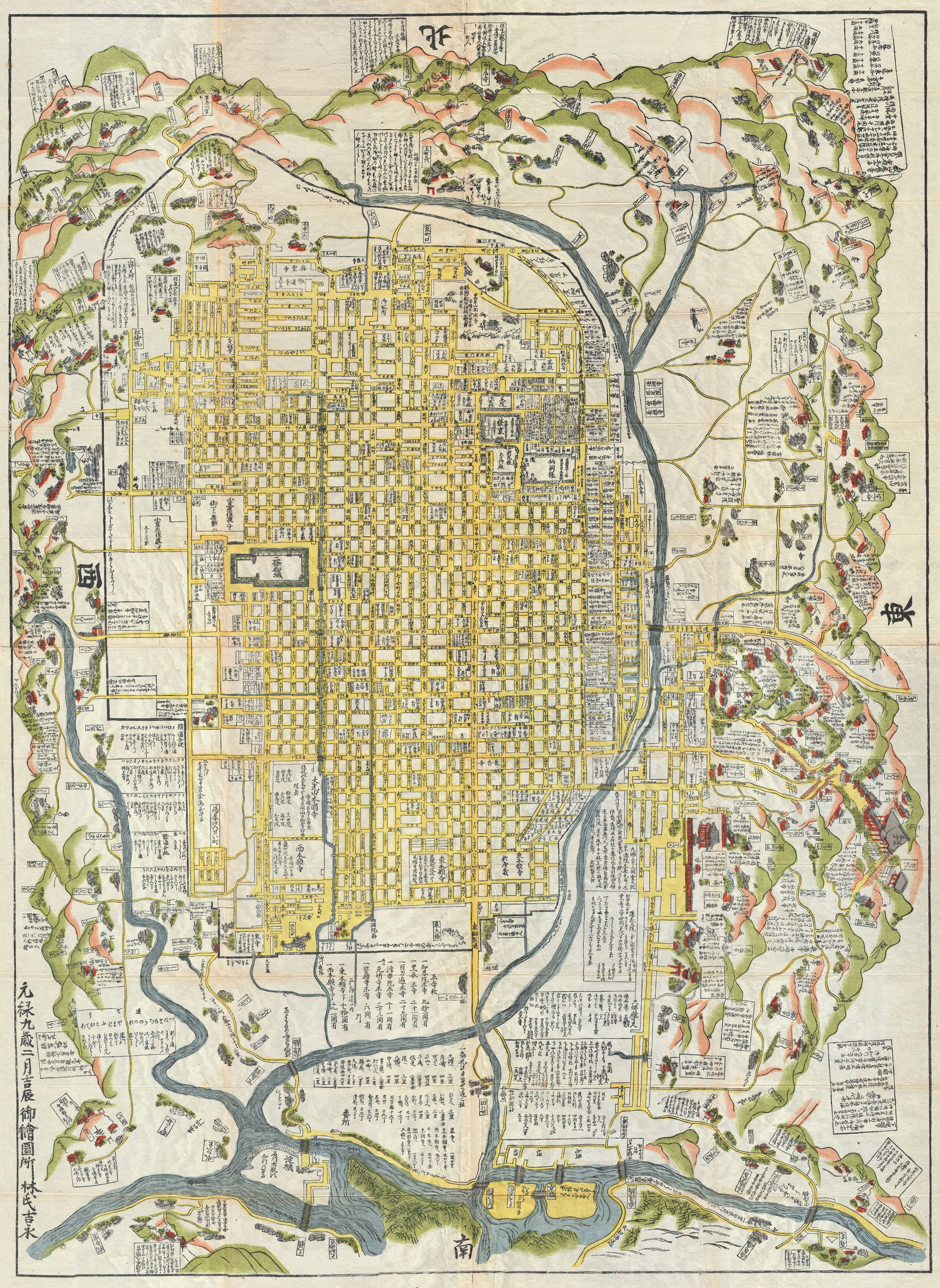
Ancienne carte de Kyōto datant de 1696

 (janvier 2011).
L'Histoire de Kyōto a commencé dans une vallée pas si loin de Nara à côté de la rivière Kamo-gawa. 
Avant que l'empereur Jimmu décide de quitter son ancienne capitale, il avait déjà prévu la création d'un plan ad hoc de la ville nouvelle. Heian-kyo ou Kyoto deviendra la conséquence de cet aménagement géométrique.

## Culture
A l'époque Edo, l'univers des Maisons vertes était très important dans la peinture des ukiyo-e. A Kyoto, ces lieux de prostitution étaient installés depuis 1640 dans le quartier Shimabara (l'îlot aux roses). Tolérés par le shogunat, ces quartiers sont reconnus par des licences gouvernementales et constituent de véritables enclaves dans lesquels les distinctions sociales qui régissent la vie ordinaire n'ont plus cours. Le Musée national de Kyoto conserve un paravent du XVIIe siècle, à six volets en couleurs et or sur papier, qui représente Le Kabuki d'Okuni. Ce théâtre très populaire à l'époque fut créé par Okuni, une prêtresse du sanctuaire d'Izumo. Les théâtres kabuki étaient généralement installés au sein des quartiers de prostitution et au début les actrices étaient des femmes prostituées.

## Les listes

### Liste des monuments désignés par l'UNESCO à Kyōto
C'est une liste des bâtiments ajoutés à la patrimoine mondial de l'UNESCO en 1994.
- Kamigamo-jinja (上賀茂神社)
- Shimogamo-jinja (下鴨神社)
  - Tō-ji (東寺) -- temple bouddhiste
  - Kiyomizu-dera (清水寺) -- temple bouddhiste
  - Enryaku-ji (延暦寺) -- temple bouddhiste
  - Daigo-ji (醍醐寺) -- temple bouddhiste
  - Ninna-ji (仁和寺) -- temple bouddhiste
- Byōdō-in (平等院) ou Pavillon du Phoenix
- Ujigami-jinja (宇治上神社)
- Kōzan-ji (高山寺)
- Saihō-ji (西芳寺) ou Kokedera （苔寺） 
  - Tenryu-ji (天龍寺) -- temple bouddhiste
  - Temple du Pavillon d'Or（金閣寺) -- temple bouddhiste
  - Pavillon d'Argent（銀閣寺) -- temple bouddhiste
- Ryōan-ji (龍安寺)
- Nishi-Hongan-ji (西本願寺)
- Château de Nijō (二条城)